# Добрина (Жетале)
Добрина (словен. Dobrina) — поселення в общині Жетале, Подравський регіон‎, Словенія.